# Смолуховский (лунный кратер)
Кратер Смолуховский (лат. Smoluchowski) — большой древний ударный кратер в северном полушарии обратной стороны Луны. Название присвоено в честь польского физика-теоретика Мариана Смолуховского (1872—1917) и утверждено Международным астрономическим союзом в 1970 г. Образование кратера относится к нектарскому периоду.

## Описание кратера
Кратер Смолуховский перекрывает северную часть вала и чаши кратера Почобут. Другими ближайшими соседями кратера являются кратер Зигмонди на западе; кратер Панет примыкающий к северо-восточной части вала кратера Смолуховский и кратер Омар Хайям на западе-юго-западе. Селенографические координаты центра кратера 60°13′ с. ш. 96°55′ з. д. / 60,22° с. ш. 96,91° з. д., диаметр 84,3 км, глубина 2,8 км.
Кратер Смолуховский имеет близкую к циркулярную форму и значительно разрушен. Вал сглажен, в южной части перекрыт группой кратеров различного размера, северная часть вала прорезана короткой цепочкой кратеров в направлении кратера Панет, по касательной к северной части вала проходит узкое ущелье. Внутренний склон неравномерный по ширине, значительно шире в северо-восточной части, с сглаженными остатками террасовидной структуры, в юго-восточной части перекрыт группой кратеров. Высота вала над окружающей местностью достигает 1380 м, объем кратера составляет приблизительно 6450 км³.  Дно чаши сравнительно ровное, в южной части отмечено крупным кратером.
Несмотря на расположение на обратной стороне Луны при благоприятной либрации кратер доступен для наблюдения с Земли, однако под низким углом и в искаженной форме.

## Сателлитные кратеры
| Смолуховский | Координаты                                            | Диаметр, км |
| ------------ | ----------------------------------------------------- | ----------- |
| F            | 59°58′ с. ш. 90°49′ з. д. / 59,97° с. ш. 90,82° з. д. | 33,8        |
| H            | 59°15′ с. ш. 92°50′ з. д. / 59,25° с. ш. 92,84° з. д. | 39,8        |

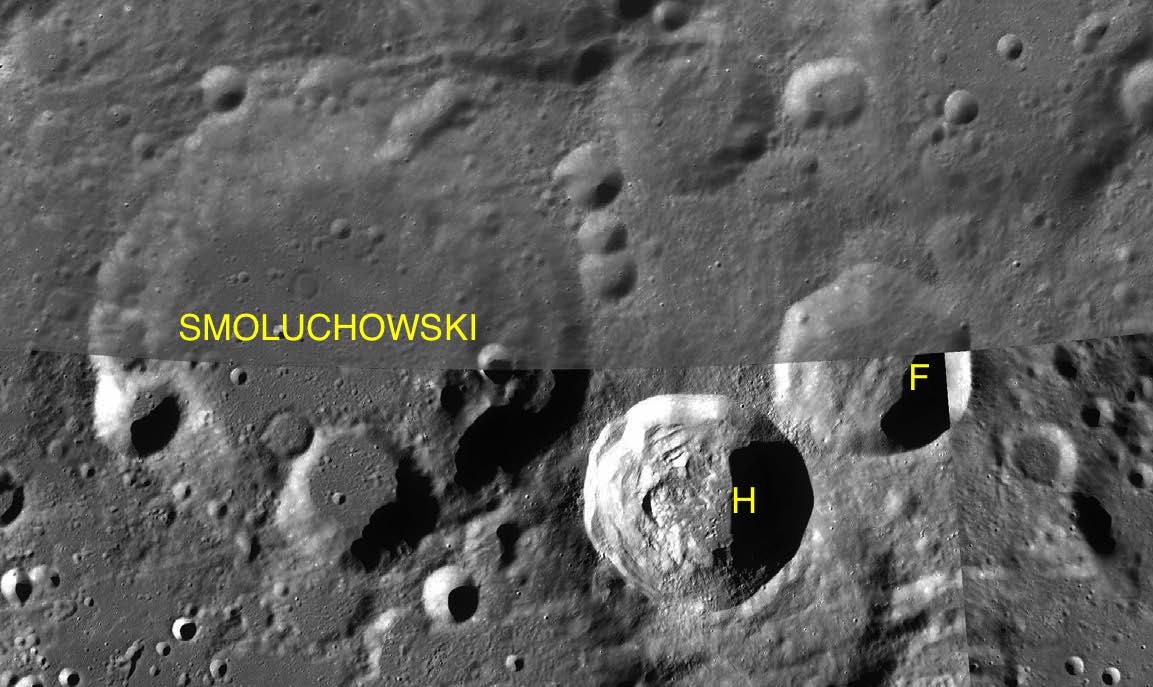
Фрагмент карты LAC-21.

- Образование сателлитного кратера Смолуховский H относится к позднеимбрийскому периоду[1].

## См.также
- Список кратеров на Луне
- Лунный кратер
- Морфологический каталог кратеров Луны
- Планетная номенклатура
- Селенография
- Минералогия Луны
- Геология Луны
- Поздняя тяжёлая бомбардировка